# Bangor and Piscataquis Railroad
Die Bangor and Piscataquis Railroad ist eine ehemalige Eisenbahngesellschaft in Maine (Vereinigte Staaten). Sie bestand als eigenständige Gesellschaft von 1861 bis 1899.

## Geschichte
Die Gesellschaft wurde am 5. März 1861 gegründet. Sie betrieb nur eine einzige, 123 Kilometer lange Strecke von Old Town nach Greenville. Sie wurde abschnittsweise von 1869 bis 1883 eröffnet.
1873 wurde die Bangor&Piscataquis von der E&NAR geleast, an deren Strecke in Old Town Anschluss bestand. Als diese Gesellschaft 1876 die Zahlungsverpflichtungen nicht mehr einhalten konnte, wurde am 1. Dezember des Jahres der Leasingvertrag aufgekündigt und die Bangor&Piscataquis betrieb ihre Strecke wieder unter eigener Regie.
1887 konnte die Bangor&Piscataquis die Bangor and Katahdin Iron Works Railway pachten, die in Milo Junction an ihre Strecke anschloss und eine 29 Kilometer lange Strecke nach Katahdin Iron Works betrieb. Am 1. April 1892 leaste die Bangor and Aroostook Railroad die Gesellschaft für 99 Jahre und kaufte sie am 1. April 1899 endgültig auf. Seitdem wurde die Strecke als Piscataquis Division von der BAR betrieben. Seit 2003 steht die Bahn unter der Kontrolle der Montreal, Maine and Atlantic Railway.